# Dani Ceballos
Daniel "Dani" Ceballos Fernández, född 7 augusti 1996, är en spansk fotbollsspelare som spelar för den spanska klubben Real Madrid.

## Karriär

### Betis
Ceballos inledde sin fotbollskarriär i Sevilla som åttaåring, men lämnade klubben 2009 efter att ha drabbats av kronisk bronkit. Därefter gick han till CD Utrera och sen vidare till Real Betis 2011. Den 22 februari 2014 skrev Ceballos på sitt första proffskontrakt med Betis.
Ceballos debuterade i La Liga den 26 april 2014 i en 1–0-förlust mot Real Sociedad, där han blev inbytt i den 81:a minuten mot Lorenzo Reyes. Betis blev under säsongen 2013/2014 nedflyttade till Segunda División. Säsongen 2014/2015 spelade Ceballos 33 ligamatcher och gjorde fem mål i Segunda División, då Betis blev åter uppflyttade till La Liga.
Den 15 oktober 2015 förlängde Ceballos sitt kontrakt i Betis fram till 2020.

### Real Madrid
Den 14 juli 2017 värvades Ceballos av Real Madrid, där han skrev på ett sexårskontrakt. Ceballos tävlingsdebuterade den 16 augusti 2017 i en 2–0-vinst över FC Barcelona i Supercopa de España, där han blev inbytt i den 80:e minuten mot Toni Kroos.

### Arsenal
Sommaren 2019 lånades Ceballos ut till Arsenal för säsongen 2019/2020. Ceballos gjorde sin Premier League-debut den 11 augusti 2019 i 1–0-segern över Newcastle United, där han blev inbytt i den 64:a minuten mot Joe Willock. Lånet kom sedan att förlängas till utgången av säsongen 2020/2021.